# Ceiba (revista)
Ceiba es la revista científica y tecnológica de la Escuela Agrícola Panamericana, una universidad también conocida como Zamorano, localizada en Honduras. Es publicada desde 1950 en inglés o español; se publica un volumen por año y dos números por volumen. Ceiba está dirigida a los estudiantes universitarios y profesionales en las áreas relacionadas con la agricultura y recursos naturales. Su objetivo es contribuir a la difusión de conocimientos en los diversos campos de las ciencias agropecuarias, recursos naturales y desarrollo rural, con principal interés en la región de América Latina y el Caribe. La revista Ceiba es una revista únicamente en línea y publica 2 veces al año. 